# Eco Maison Bois
 (août 2025).
Motif : WP:CAA - Où sont les sources centrées sur la durée ? Dans la presse nationale ou internationale ?
- Archive Wikiwix
- Bing
- Cairn
- DuckDuckGo
- E. Universalis
- Gallica
- Google
- G. Books
- G. News
- G. Scholar
- Persée
- Qwant
- (zh) Baidu
- (ru) Yandex
- (wd) trouver des œuvres sur Wikidata

| 1. | Préciser le motif de la pose du bandeau. | Précisez le motif de la pose du bandeau en utilisant la syntaxe suivante : {{admissibilité à vérifier\|date=août 2025\|motif=remplacez ce texte par le motif}}                       |
| 2. | Informer les utilisateurs concernés.     | Pensez à avertir le créateur de l'article, par exemple, en insérant le code ci-dessous sur sa page de discussion : {{subst:avertissement admissibilité à vérifier\|Eco Maison Bois}} |

Le magazine Éco Maison Bois & énergies renouvelables est un bimestriel destiné au grand public et aux professionnels, disponible en kiosques et maisons de la presse en France, DOM TOM, Belgique, Suisse, édité par la SARL de presse L'Evénement bois.
Le magazine repose d'une part sur le témoignage de ceux qui ont choisi de vivre dans une maison bois, quel qu'en soit le système constructif (ossature bois, poteau poutre, madriers, fuste, panneau de bois massif...), c'est leur expérience qui parle à travers des témoignages, des reportages. 
D'autre part le magazine développe l'actualité des professionnels de la filière bois-construction pour donner au futur maître d'ouvrage les raisons de choisir le bon partenaire pour construire en bois (architecte, maître d'œuvre, constructeur, charpentier...).
Le magazine compte également des suivis de chantier, des dossiers comparatifs détaillés, des maisons bois, des extensions bois, des portraits...
Le directeur de la publication Frédéric Lhomme coorganise des salons spécialisés (Vivons bois Le site du salon Vivons Bois à Bordeaux et le Salon Européen du Bois & de l'Habitat Durable Le site du Salon Européen du Bois de Grenoble)